# Адэр, Джессика
Джессика Элизабет Адэр (англ. Jessica Elizabeth Adair; род. 19 декабря 1986 года, Вашингтон, Округ Колумбия, США) — американская профессиональная баскетболистка, выступала в женской национальной баскетбольной ассоциации. Она была выбрана на драфте ВНБА 2009 года в третьем раунде под общим тридцать четвёртым номером командой «Финикс Меркури». Играла на позиции центровой.

## Ранние годы
Джессика родилась 19 декабря 1986 года в городе Вашингтон (округ Колумбия), дочь Анджелы Моники Адэр, у неё есть сестра-близнец, Жасмин, училась там же в средней школе Анакостия, в которой выступала за местную баскетбольную команду.